# Cuộc vây hãm Toulon (1793)
Trận Toulon hay Cuộc vây hãm Toulon là một trận đánh quan trọng của Cách mạng Pháp (1789 - 1799) giữa Cộng hòa Pháp và Liên minh thứ nhất cùng với Phe Bảo hoàng, diễn ra từ ngày 18 tháng 9 đến ngày 18 tháng 12 năm 1793. Đây là chiến thắng quan trọng của Cộng hòa Pháp, và là chiến thắng đầu tiên trong cuộc đời binh nghiệp của Napoléon Bonaparte, khi đó chỉ là một sĩ quan pháo binh 24 tuổi.
Chiến thắng này đã giúp cho nước Pháp thoát khỏi nguy cơ xâm lược của Liên minh, và đưa tên tuổi của vị tướng trẻ Napoléon Bonaparte được vang xa, từ đó khởi đầu cho một cuộc chiến tranh đẫm máu trên khắp Châu Âu suốt 21 năm, mà ngày nay người ta gọi đó là Chiến tranh Napoleon (Napoleonic Wars).

## Bối cảnh lịch sử
Sau khi Louis XVI của Pháp bị xử tử ngày 21 tháng 1 năm 1793, Baron d'Imbert, đứng đầu Phe Bảo hoàng, tôn con trai của Louis XVI lên làm vua, tức Louis XVII của Pháp. Tuy nhiên, Cộng hòa Pháp lại không thừa nhận vị vua mới, và chỉ một thời gian ngắn sau đó, chính phủ Pháp bước vào Triều đại Khủng bố. Các phe phái thì xâu xé lẫn nhau để tranh giành quyền lực.
Trong khi đó, tại một số vùng trên khắp đất Pháp, Phe Bảo hoàng liên tục đứng lên nổi dậy. Quân lực của Cộng hòa Pháp không đủ mạnh, còn quá non trẻ nên không thể trấn áp các cuộc nổi loạn. Khủng hoảng tài chính do việc Pháp hỗ trợ tiền bạc cho Hoa Kỳ trong Cách mạng Mỹ nay lại càng trầm trọng hơn do phải cần tiền để mua vũ khí và để trả các khoản ngân sách, làm ngân khố Pháp bị kiệt quệ.

### Liên minh thứ nhất chống Pháp thành lập
Để mong được mở rộng lãnh thổ, Cộng hòa Pháp bắt đầu tuyên chiến với Đế chế Habsburg. Nhưng không ngờ, các quốc gia Châu Âu khác lại phản ứng mạnh mẽ trước động thái này. Lo sợ cuộc Cách mạng sẽ lan truyền ra khắp các nhà nước phong kiến khác, một Liên minh chống Pháp đã được thành lập, mà sau này gọi là Liên minh thứ nhất, bao gồm Anh, Tây Ban Nha, Phổ, Áo, Ý và nhiều vương quốc khác.
Trong khi đó, sự nổi giận của nhân dân trong nước trước những chính sách tàn bạo và ác độc của các nhà cầm quyền Cộng hòa Pháp đã dấy lên một làn sóng nổi loạn trên khắp đất nước. Lâu dần, càng có nhiều địa phương đứng lên khởi nghĩa, và những người tham gia khởi nghĩa chống Cộng hòa Pháp được gọi là Phe Bảo hoàng - tức là phe ủng hộ nhà vua và chế độ quân chủ.

### Tầm quan trọng của Toulon
Vào tháng 8, Cộng hòa Pháp nhận được tin dữ khi thành phố cảng Toulon tham gia nổi loạn.
Thời điểm đó, thành phố Toulon là căn cứ hải quân lớn nhất và quan trọng nhất của Hải quân Pháp ở miền nam, cũng là nơi đóng quân của 1/3 lực lượng hải quân Pháp. Có thể nói, Toulon là cánh cửa kết nối nước Pháp với khu vực Địa Trung Hải, là bàn đạp cho cuộc viễn chinh Ai Cập của Napoleon sau này. Vì vậy, khi Toulon tham gia nổi loạn, quân Pháp khi đó không thể tới Địa Trung Hải được.

### Liên minh tiến vào Toulon
Quân đội Anh - kẻ thù truyền kiếp của người Pháp, cùng với Liên minh mới thành lập tiến vào Toulon, dẫn đầu bởi Đô đốc Samuel Hood trên chiến hạm HMS Victory. Với lực lượng hùng hậu hơn hẳn, Hood đã cô lập thành công Hải quân Pháp, chiếm được Toulon mà không hầu như tốn viên đạn nào, đồng thời phong tỏa bờ biển miền nam nước Pháp. Lực lượng Pháp ở đây phải đối mặt với mối đe dọa lớn này, và chuẩn bị cho cuộc vây hãm để "giải cứu" Toulon.

### Đề cử Napoleon

Napoleon Bonaparte hồi còn là trung tá một tiểu đoàn tình nguyện ở Corse năm 23 tuổi

Antoine Saliceti - một quan chức của Hội đồng Công ước quốc gia tại Paris đề cử một sĩ quan pháo binh 24 tuổi "đã qua đào tạo" cùng quê Corse với mình, Napoleon Buonaparte, hay Bonaparte.
Bonaparte là một người chiến sĩ có kỹ thuật thành thạo, và Saliceti đã nhìn thấy tài thao lược trong ông, mặc dù Bonaparte khi đó vẫn chưa có kinh nghiệm chỉ huy trực tiếp trên chiến trường.
"Một người thường có thể không ăn trong 24 hoặc 36 giờ, nhưng một người lính thì không thể thiếu đạn dược trong 3 phút."
- Napoleon.

## Sự chuẩn bị của hai bên tham chiến

### Lực lượng của Liên minh
Cảng Toulon được bảo vệ tốt bởi tường quách, hầm hào và nhiều công sự lớn nhỏ khác nhau. Lực lượng liên minh có khoảng 2.000 lục quân Anh, 6.000 lính Tây Ban Nha, 6.000 quân Napoli và 800 quân Sardegna. Vì vậy, pháo binh chính là vũ khí then chốt để quân Pháp có thể phá vỡ hệ thống phòng thủ hùng hậu này.

### Napoleon tăng cường lực lượng

#### Pháo binh

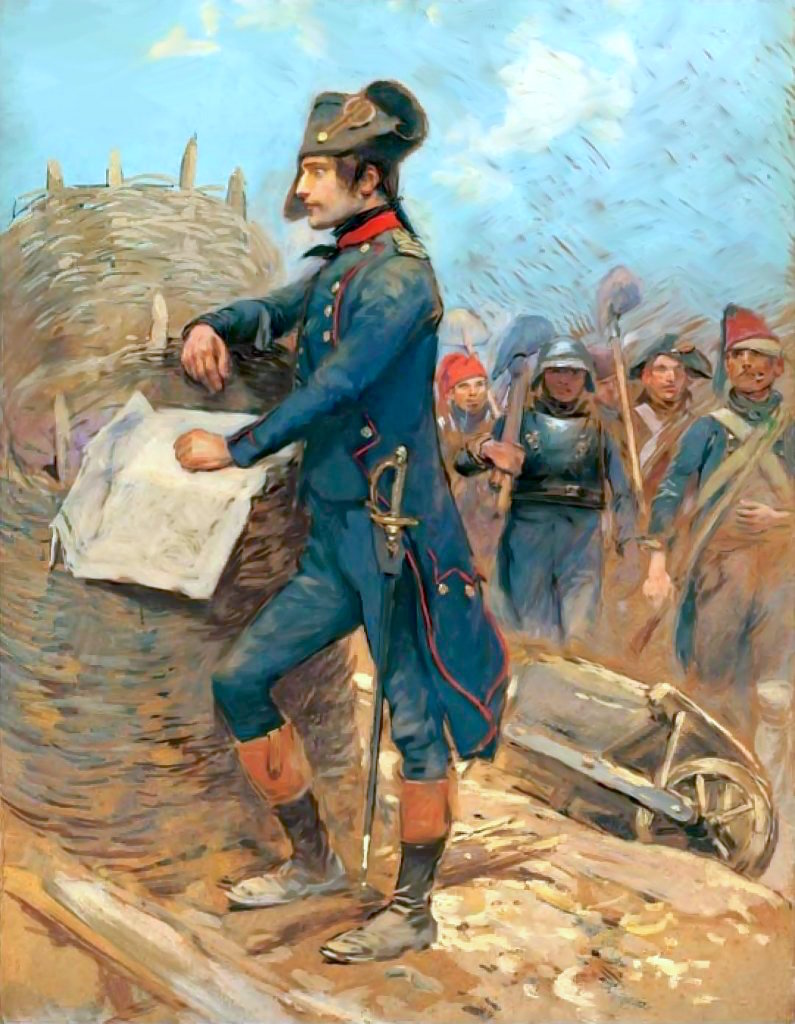
Napoleon thị sát công sự trong trận Toulon

Khi Napoleon được giao quyền chỉ huy, ông mới phát hiện ra lực lượng pháo binh của mình quá ít ỏi, binh sĩ thì không được đào tạo dùng pháo tốt, và đạn dược thì thiếu thốn vô cùng. Nhưng với sức trẻ tràn trề của một thanh niên đôi mươi, Napoleon đã cố gắng xoay chuyển tình thế.
Đầu tiên, ông cho sửa lại những khẩu pháo không còn sử dụng, huấn luyện bộ binh sử dụng pháo thật tốt, và sau đó, mở một số cơ sở đúc súng và sản xuất đạn dược cho quân đội, đồng thời, cầu viện từ Marseille hơn 100.000 bao cát để làm vật liệu xây dựng công sự. Cuối cùng, lực lượng pháo binh của ông đã lớn mạnh với 64 sĩ quan pháo binh, khoảng 1.500 lính, hơn 100 đại bác, súng cối và pháo nòng ngắn.

#### Đào công sự
Trong vài ngày, Napoleon đã cho xây dựng hai công sự mới với cái tên mang tính cách mạng: La Montagne và Sans-Cullotes, giúp cho pháo binh của ông có thể tấn công tàu địch trên bến cảng, khiến cho Đô đốc Hood phải di chuyển tàu ra xa khu vực này.

### Kế sách của Napoleon
Napoleon đề xuất một kế sách có thể giúp cho quân Pháp giành được chiến thắng nhanh nhất có thể. Napoleon nhận định rằng, nếu quân Pháp chiếm được pháo đài L' Eguilette, Napoleon có thể điều pháo binh đến vị trí này và nã đạn vào tàu chiến của Liên minh đang thả neo. Sau đó, Hood sẽ cùng quân Liên minh rời khỏi bến cảng, và quân phòng thủ Toulon sẽ gần như "trống không." Khi đó, quân Pháp có thể bắt đầu chiếm lại Toulon.

## Cuộc vây hãm

### Tấn công cứ điểm Mont Caire
Ngày 22 tháng 9 năm 1793, quân Pháp bắt đầu đánh chiếm cứ điểm Mont Caire, với khoảng 3.000 lính do đích thân Napoleon chỉ huy, và tướng Carteaux là 400 lính. Tuy nhiên, mọi thứ lại không dễ dàng cho Napoleon. Không những quân Pháp bị đánh bật lại, mà đợt tấn công này còn là "lời cảnh báo" cho Liên minh.
Để rút kinh nghiệm, trong 48 giờ tiếp theo, họ đã gia cố lại cứ điểm, tăng thêm quân đồn trú, và xây dựng một pháo đài vững chắc trên Mont Caire, đặt tên nó là Mulgrave, và đặt 20 khẩu pháo để bảo vệ cho cứ điểm. Pháo đài Mulgrave vững chắc đến nỗi quân Pháp đặt biệt danh cho nó là "Gibraltar Thu nhỏ."
"Chỉ còn một kế hoạch duy nhất để chiếm lấy Toulon - đó là Bonaparte."
- Tướng Dugommier gửi Bộ trưởng Bộ Chiến tranh.

### Quân Pháp phản công

#### Napoleon chấn chỉnh lực lượng

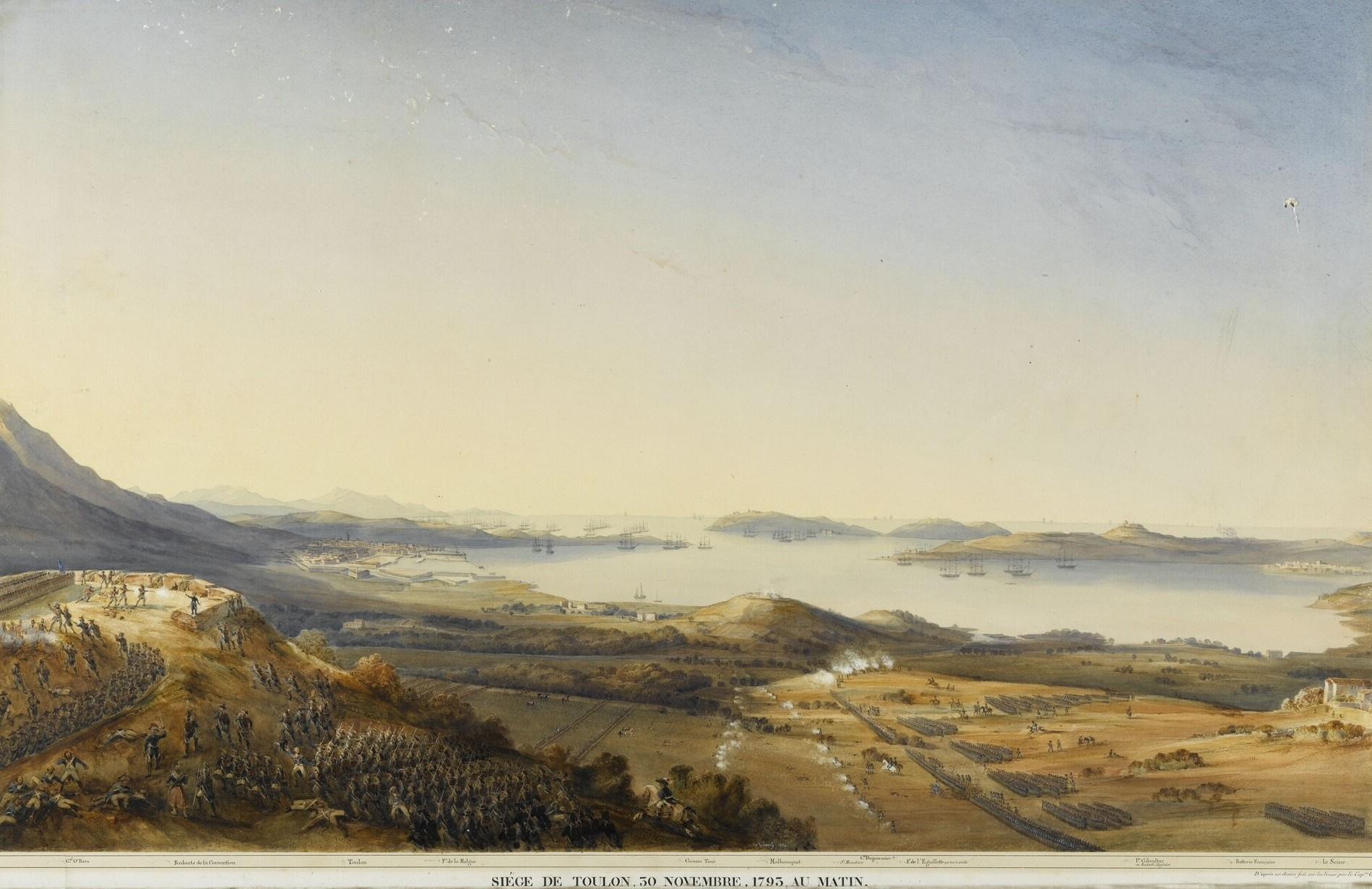
Toàn cảnh trận Toulon vào ngày 30 tháng 11 năm 1793

Cuối cùng, quân Pháp cũng đã có một người đủ giỏi để chỉ huy quân đội - tướng Dugommier. Vị tướng này đã thấy sự hiệu quả trong kế hoạch của Napoleon, nên đã giao cho ông toàn quyền chỉ huy quân Pháp trong trận đánh này. Napoleon, lúc này được làm Thiếu tá, bắt đầu vào cuộc.
Ông cho đào thêm một số công sự pháo binh mới để có thể tấn công cứ điểm lâu dài, và chuẩn bị cho cuộc công kích quyết định. Khi thấy binh sĩ hoảng sợ do thấy mình đang nằm trong tầm bắn của pháo binh địch, Napoleon cho đổi tên công sự đó là: La Batterie des Hommes sans Peur, có nghĩa là "Công sự của những người lính không biết sợ." Và tự nhiên, sĩ khí quân lính được tăng lên, và ngày càng có thêm nhiều tình nguyện viên tham gia quân của Napoleon. Từ đó, Napoleon nổi tiếng với nghệ thuật khích lệ tinh thần quân sĩ_thứ vũ khí giúp ông thành công vang dội trong suốt sự nghiệp vĩ đại của mình.

#### Bắt sống O'Hara

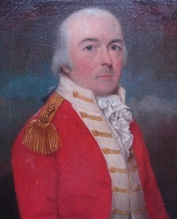
Charles O'Hara, chỉ huy quân Anh trong trận Toulon

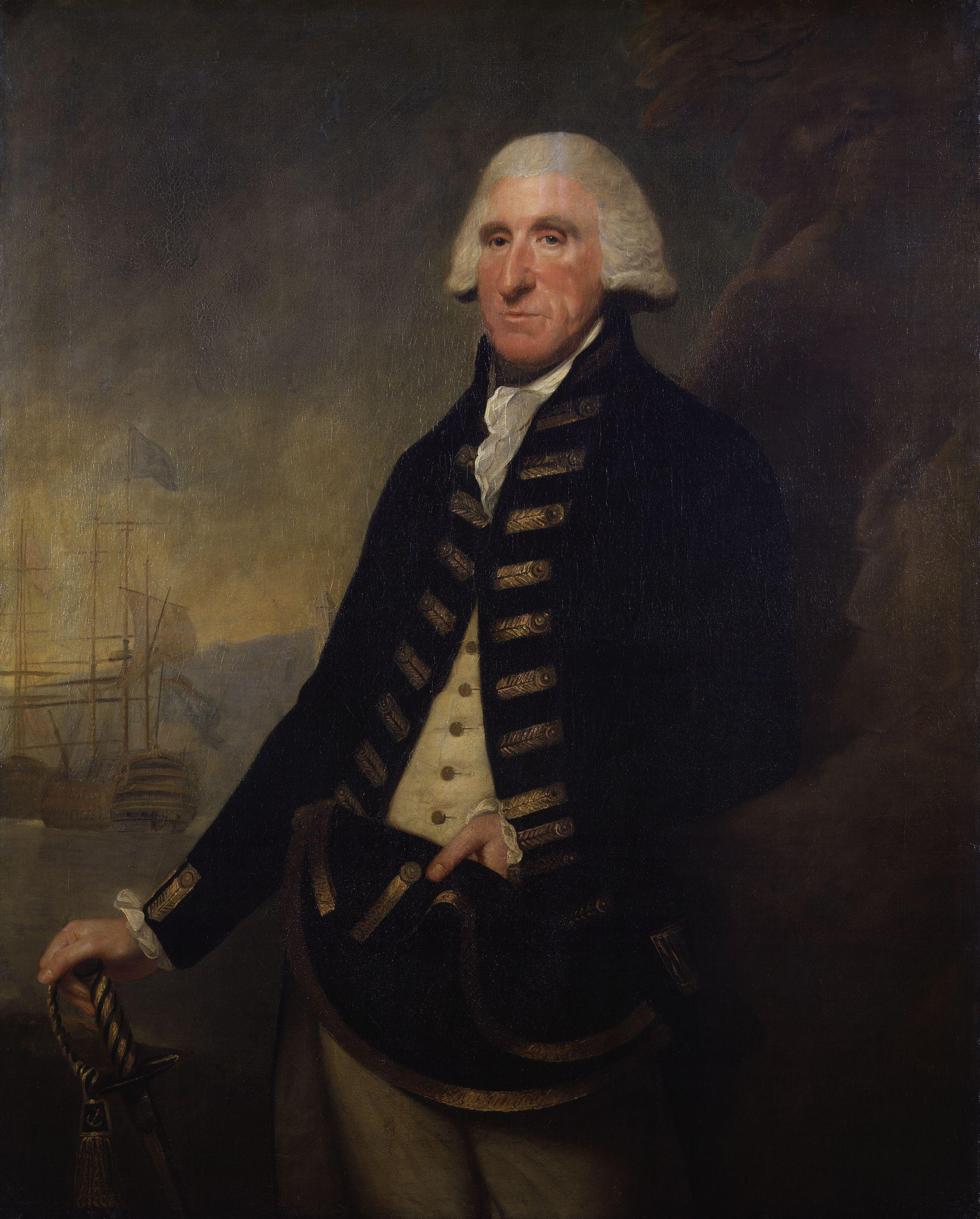
Samuel Hood, Tử tước Hood Đệ nhất, chỉ huy Hải quân Anh trong trận Toulon

Ngày 30 tháng 11 năm 1793, chỉ huy Liên minh, tướng quân Anh Charles O'Hara cố gắng thay đổi thế trận, tiêu diệt các công sự Pháp để bảo vệ cứ điểm Malbousquet. Ban đầu, quân của O'Hara chiếm lợi thế, pháo binh Pháp bị vô hiệu hóa. Tuy nhiên sau đó, quân Pháp do đích thân Dugommier và Napoleon chỉ huy bắt đầu phản công. Với quân số đông hơn, quân Pháp nhanh chóng đẩy lui O'Hara và giải nguy cho công sự.
Bản thân O'Hara bị bắn trúng vào cánh tay. Khi quân Pháp ập đến, hắn ta đã bị bắt sống và phải xin hàng. Ngày trước, hắn ta đã đầu hàng George Washington trong Cách mạng Mỹ 12 năm trước tại Trận Yorktown, còn bây giờ, hắn đã đầu hàng Napoleon trong trận Toulon.
"Trong số những người nổi tiếng giúp tôi khích lệ tinh thần binh sĩ và kêu họ xông lên trong chiến đấu, có Công dân Bonaparte." - Dugommier.

#### Chiếm pháo đài Mulgrave

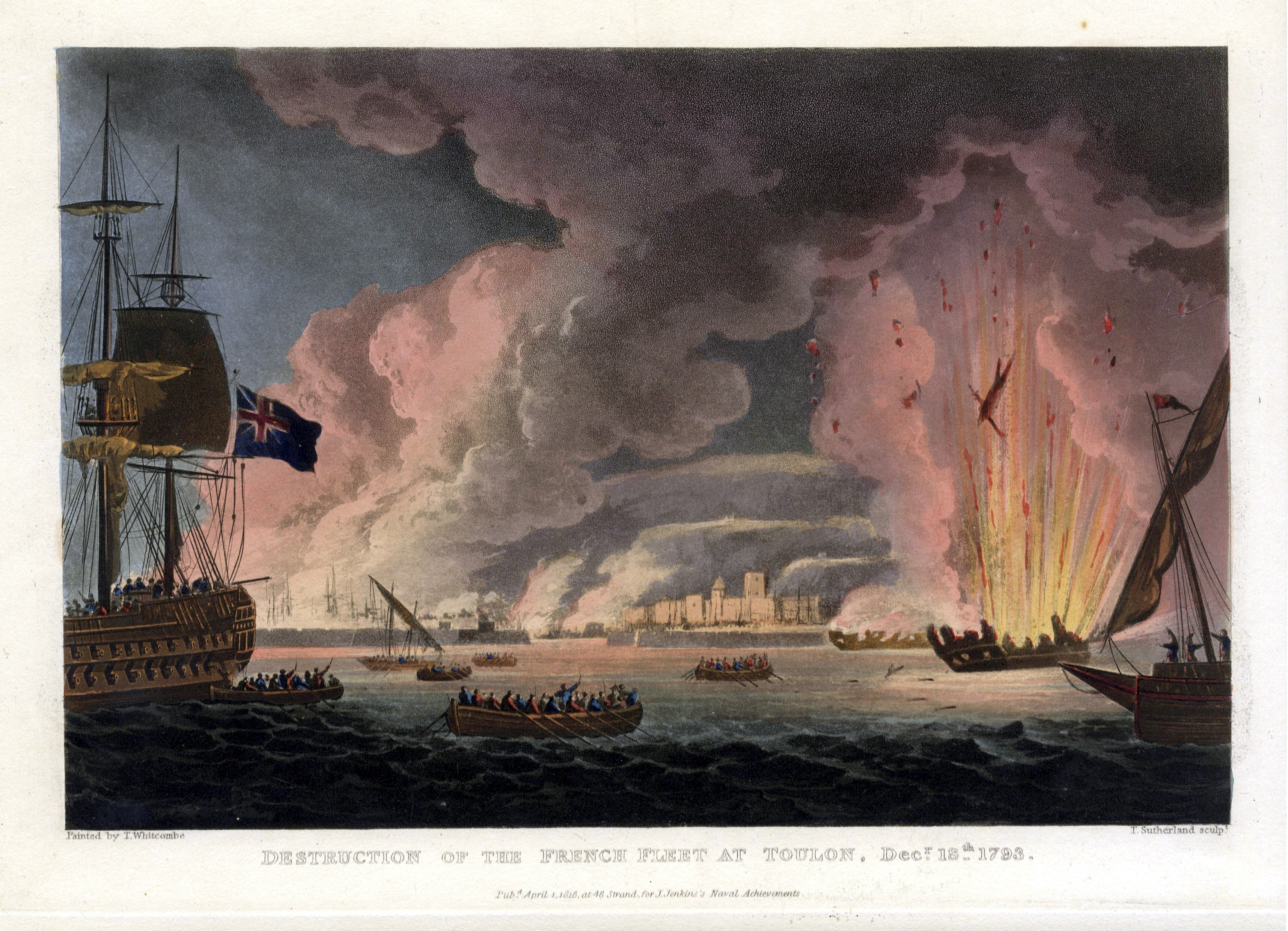
Liên minh đốt cháy Hạm đội Pháp đang neo đậu tại Toulon ngày 18 tháng 12 năm 1793

Vào một buổi rạng sáng mưa tầm tã ngày 18 tháng 12, Napoleon tiến hành mở một cuộc tấn công quyết định để chiếm lấy cứ điểm Mulgrave của Liên minh. Điều kiện thời tiết không tốt khiến cho hai bên gần như không thể sử dụng súng đạn bình thường được, họ chỉ có thể dùng súng có lắp lưỡi lê hay côn, chùy, dao găm.
Hàng hàng lớp lớp quân Pháp xông lên chiếm lấy pháo đài, còn Napoleon thì thân chinh chiến đấu theo sau. Tiếng vũ khí cộng với tiếng mưa, sấm sét vang trời làm cho khung cảnh trận đánh càng thêm hỗn loạn. Trong lúc giao tranh, con ngựa của Napoleon bị bắn chết và ngã gục dưới chân ông, còn ông thì bị một trung sĩ của quân địch lấy lưỡi lê đâm trúng đùi. Khoảnh khắc đó gần như đã lấy đi mạng sống của ông, và lịch sử thế giới đã suýt chút nữa thay đổi từ đó.
Với sự chiến đấu anh dũng của binh sĩ, họ đã thành công chiếm được Mulgrave. Sau đó họ còn chiếm được hai pháo đài quan trọng: L' Eguilette và Tour de la Balaquier.

#### Liên minh rút khỏi Toulon
Chiều cùng ngày, Napoleon cho đặt 10 khẩu pháo lớn lên pháo đài L' Eguilette, và hạm đội Liên minh đã nằm trong tầm bắn. Bị tập kích bất ngờ bởi Napoleon, Đô đốc Hood phải kêu gọi di tản khẩn cấp khỏi Toulon. Một số tiểu đoàn Anh và Tây Ban Nha cho đốt tàu chiến Pháp và một số kho quân lương, vũ khí tại Toulon mà họ không thể cướp được, biến nơi đây thành đống hỗn độn. Nhiều người dân Pháp trong bến cảng cố gắng trốn lên các tàu Liên minh nhanh nhất có thể, biến Toulon thành bãi chiến trường, theo đúng nghĩa. Những người còn lại, họ chấp nhận chịu đựng sự khốn cùng, cơ cực mà Cách mạng gây ra. 

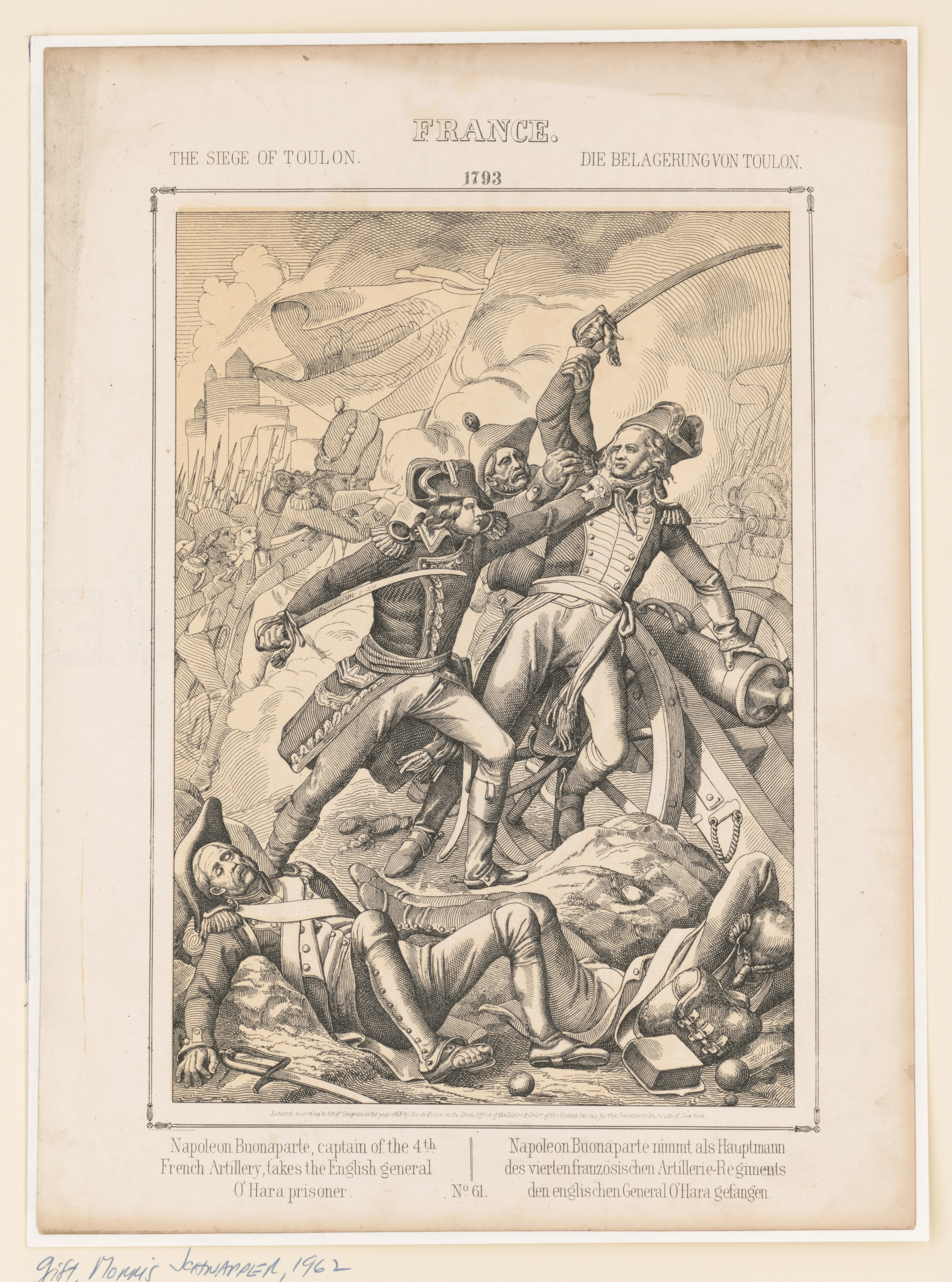
Napoleon bắt sống O'Hara trong trận Toulon

## Kết quả
Đây là chiến thắng oanh liệt của quân đội Pháp từ khi Cộng hòa Pháp ra đời. Nó đã khiến cho Liên minh thứ nhất bị sụp đổ gần như ngay lập tức, và củng cố vị thế của Pháp trên khắp Châu Âu. Về Napoleon, ông đã trở thành anh hùng của nền Cộng hòa Pháp, và khả năng cầm quân của ông được biết đến rộng rãi hơn. Tinh thần chiến đấu can đảm của Napoleon và binh sĩ đã giúp họ tiến đến chiến thắng cuối cùng trước một Liên minh hùng hậu hơn hẳn.
Trận Toulon đã đập tan mưu đồ xâm lược nước Pháp của Liên minh thứ nhất. Có thể nói, đó là cơ hội "nghìn năm có một" để xâm chiếm Pháp của Liên minh, nhưng họ lại đánh mất nó trước một sĩ quan pháo binh 24 tuổi Napoleon. Từ đó, họ bắt đầu e sợ vị tướng này. Còn đối với Phe Bảo hoàng, từ sau trận Toulon, hơn 200 người đã bị giết chết mỗi ngày trong 2 tuần sau đó. bởi bàn tay của vị tướng trẻ này. Kẻ thù của ông xem ông như là "tàn độc, xấu xa, quỷ quyệt," nhưng trong mắt Cộng hòa, ông thực sự là một anh hùng.
Chiến thắng Toulon của Napoleon cũng đã đặt nền móng cho Đệ Nhất Đế chế Pháp sau này, từ đó mở màn cho một cuộc chiến tranh đẫm máu suốt 21 năm trên khắp Châu Âu mà ta hay gọi là: Chiến tranh Napoleon.